# Ventadora

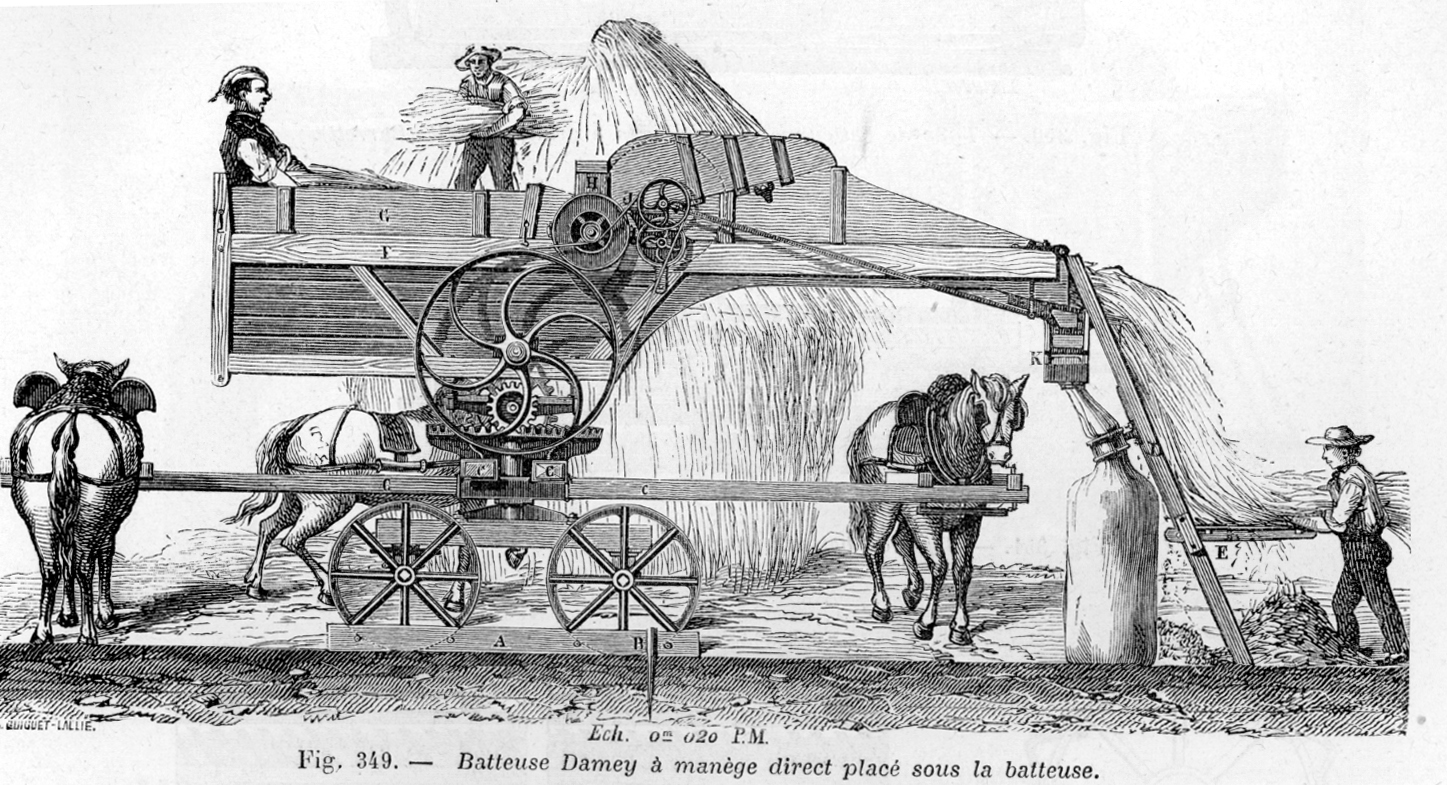
Màquina ventadora antiga accionada per força animal

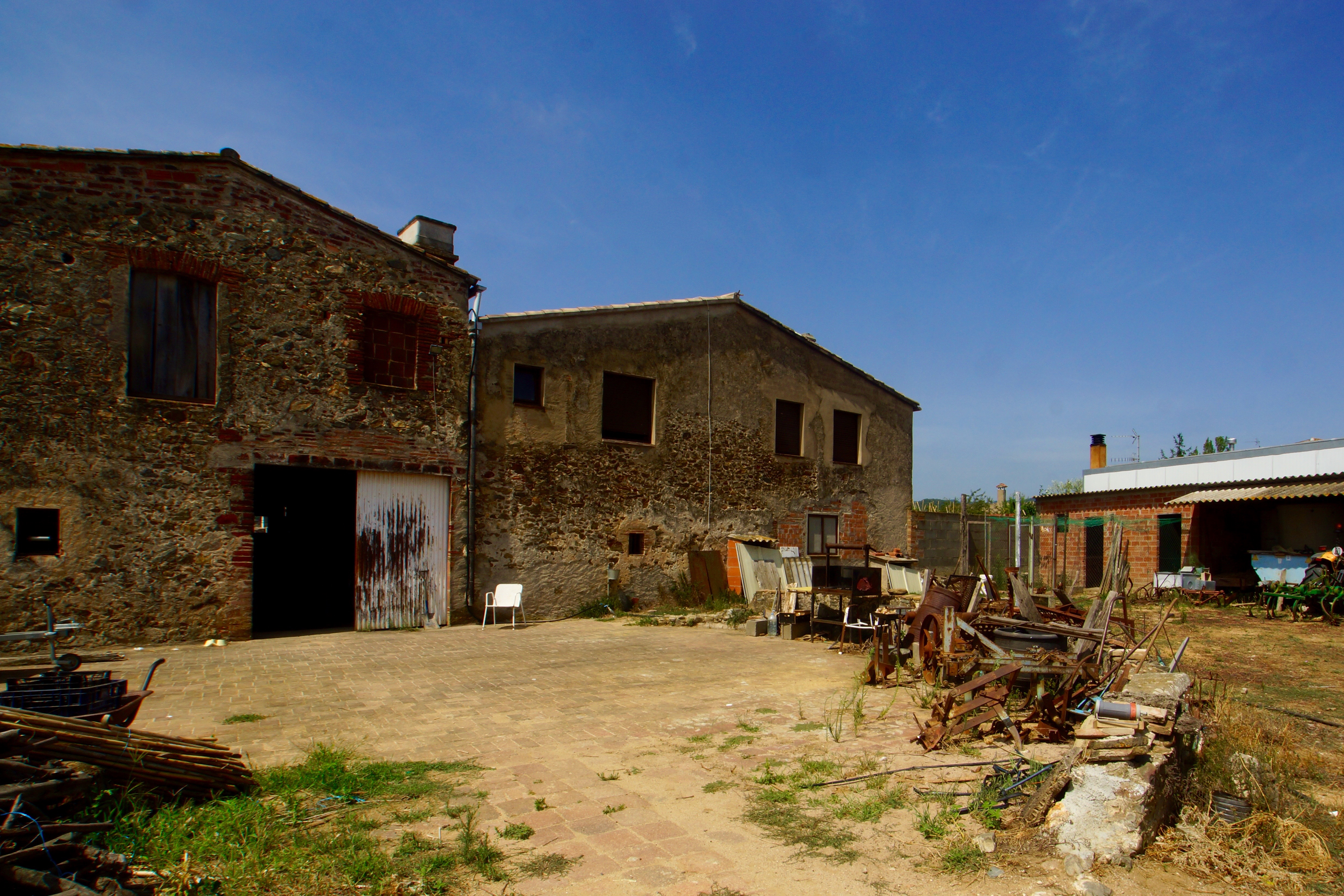
Era de batre pavimentada a Calonge, utilitzada antigament per a ventar la collita

Ventadora, aparell o màquina de ventar una collita agrícola és un procediment per separar el gra de la palla en aprofitar l'acció de corrents d'aire. El procediment és purament físic i es basa en la diferència de densitat que té el gra (més dens i pesant) sobre la palla, en sentit ampli, que són tots els components del gra que no és la cariòpside (glumes, restes de tija, calze, impureses, etc.) i que gràcies al vent se separen els dos components allunyant els menys densos. En temps antics es ventava a l'era de batre una vegada s'havia separat el gra de la resta de components. El procediment consistia a alçar el producte preparat de la collita, generalment amb una forca, i exposar-lo a l'acció d'un corrent lleuger d'aire. No va ser fins al segle xix que aquest procediment va ser substituït per una màquina amb paletes i garbells que produïen aquest corrent d'aire per acció d'un animal o mogut per una persona a través d'una maneta. Les màquines collitadores amb motor també incorporen l'acció de ventadora i a mesura que la màquina va segant aplicant el mateix principi físic.